# افشجرد
افشجرد روستایی در دهستان باقرآباد بخش مرکزی شهرستان محلات استان مرکزی ایران است.

## جمعیت
بر پایه سرشماری عمومی نفوس و مسکن در سال ۱۳۹۵ جمعیت این روستا ۹ نفر (۴خانوار) بوده‌است.

## تاریخچه
این روستا (کمتر از ۱۰ کیلومتر) با شهرستان دلیجان یکی از شهرهای استان مرکزی اراک، آمیختگی فرهنگی و اجتماعی دارد، همچنین با شهر محلات نیز هم‌جوار می‌باشد که تحت نظارت حوزه شهرستان محلات است.
کهن‌ترین منبعی که از این روستا نام برده، کتاب تاریخ قم نوشته شده در سال ۳۷۸ هجری قمری (حدود ۱۰۳۰ سال پیش) است. در این کتاب در ذکر روستاهای حوزه انار بار، از روستایی به نام افشید جرد نام می‌برد. در ادامه نیز مزرعه ای به نام مهر آباد را به افشید جرد نسبت می‌دهد.
تاریخ قم ضمن اشاره به قدمت روستاهای این منطقه، در مورد پایه‌گذار این روستا چنین آورده‌است: … افشید جرد و ویر، این هر دو دیه، بیب بن جودرز بنا کرده‌است..
بررسی‌های باستان‌شناسی گواهی می‌دهد این روستا در کنار استقرارهای چند هزار ساله قرار دارد؛ و این قدمت و دیرینگی به دلیل جاری بودن رودخانه انار بار (لعل بار) است.
در کنار رودخانه همجوار روستا چندین آثار از پل‌های قدیمی دیده می‌شوند که با سنگ‌وساروج ساخته شده قبرستان گبری نیز در اطراف روستا دیده شده‌است که در هنگام کشاورزی آثاری چون سفال و ظروف مسی و همچنین آثار سازه‌های خشتی هم دیده شده‌است.
داخل روستا آب انباری بنا نهاده شده که ساخت آن به دوران پایان قاجار مربوط می‌شود در سنگ‌نوشته سردرب آب‌انبار نام میرزاآقا به‌عنوان خیر و سازنده یاد شده‌است، برای رسیدن به کف این آب‌انبار سی پله ساخته شده و ظرفیت ذخیره آب این سازه حدود سیصد هزار لیتر بوده، شوربختانه بعلت بی‌مهری و گذر زمان آسیب‌های جدی به این سازه تاریخی که در ثبت اداره اوقاف نیز می‌باشد رسیده.
در میانه دشت و پایان جاده اصلی روستا قلعه‌ای با مساحت حدود ؟بنا نهاده شده که هم اینک خالی از سکنه و ویران شده‌است دارای چهار برج که تنها یکی از آنها باقی مانده و دروازه‌ای که فقط آثارش بجا مانده.
اکثر مردمان روستا به شهرهای اطراف کوچیدند ولی کشاورزی همچنان در این روستا رونق دارد و محصولاتی چون خربزه، گوجه، صیفی‌جات در خاک این روستا به خوبی رشد و تولید می‌گردد همچنین جو، گندم، آفتاب‌گردان، ذرت، کنجد و … از اصلی‌ترین کشت کشاورزان زحمت‌کش روستاست.
در سال‌های اخیر استقبال جوانان فعال و خیّر از روستا بیشتر شده به طوریکه اخیرن مسجد حضرت رقیه با حمایت مسولین شهرستان و خیرین مردمی بنا نهاده شد و پس از سال‌ها چراغ مراسم عزاداری و اعیاد مذهبی در این روستا روشن شد.
شهید غلامعلی جمشیدی یکی از افتخارات روستای افشجرد هستند که در جنگ تحمیلی به درجه رفیع شهادت نایل شدند.